# DFS Reiher

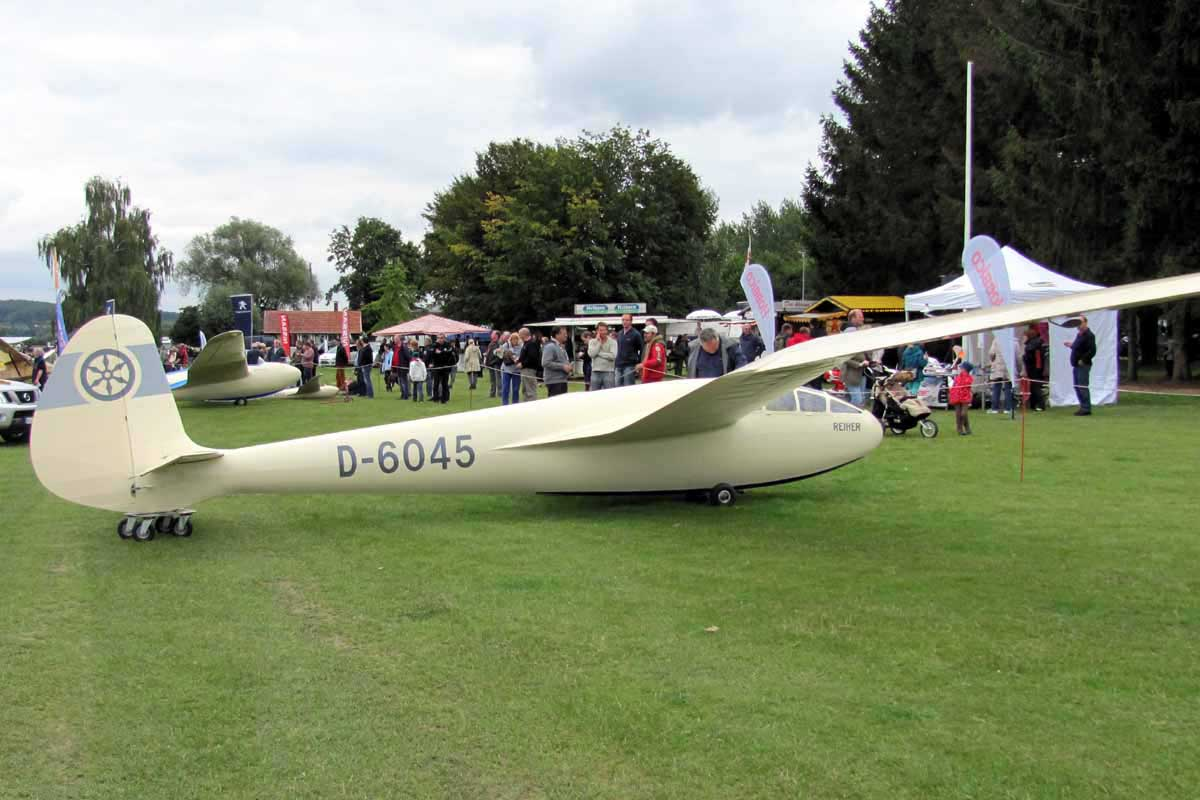
Nachbau eines Reiher III im Jahr 2013 auf dem Segelfluggelände Bückeburg-Weinberg

Der DFS Reiher war ein Segelflugzeug, das 1937 von Hans Jacobs für die Deutsche Forschungsanstalt für Segelflug (DFS) konstruiert wurde.

## Geschichte
Der Reiher wurde mit Blick auf den Internationalen Segelflugwettbewerb auf der Wasserkuppe entworfen, den Hanna Reitsch am 4. Juli 1937 auch tatsächlich mit einem Reiher gewann. Der Typ wurde vor dem Zweiten Weltkrieg noch auf verschiedenen weiteren Wettbewerben geflogen und zu den Versionen II und III weiterentwickelt.

## Konstruktion
Der Reiher war ein einsitziger Mitteldecker mit Knickflügeln. Der Entwurf vereinte gute Thermiktauglichkeit mit der Fähigkeit zu hoher Geschwindigkeit und damit raschem Wechsel von Aufwind- und Thermikgebieten. Da er außerdem aerodynamisch höchst effizient und in konsequenter Leichtbauweise konzipiert ist, war der Reiher eines der leistungsfähigsten Segelflugzeuge seiner Zeit.

## Technische Daten
| Kenngröße             | Daten           |
| --------------------- | --------------- |
| Besatzung             | 1               |
| Länge                 | 7,27 m          |
| Spannweite            | 19,00 m         |
| Flügelfläche          | 19,36 m²        |
| Flügelprofil          | Gö 549 / Gö 676 |
| Gleitzahl             | 33              |
| Leermasse             | 230 kg          |
| Startmasse            | 315 kg          |
| Flächenbelastung      | 16,3 kg/m²      |
| Höchstgeschwindigkeit | 200 km/h        |

## Erhaltene Flugzeuge
Von den zehn gebauten Reihern überlebte keiner den Krieg. Der Oldtimer Segelflugclub Wasserkuppe baute in den Jahren 1997 bis 2000 einen Reiher nach, der heute im Deutschen Segelflugmuseum mit Modellflug ausgestellt wird.
Eine Gruppe von Oldtimerfreunden baute in Achmer einen weiteren Reiher III. Im Jahr 2023 wurde D-6045 zwangsversteigert. Nach 7 Jahren Pause wird der weltweit einzige flugfähige Reiher III wieder von den aktuellen Eigentümern geflogen.